# Rampal (upazila)
Pour les articles homonymes, voir Rampal.
Rampal (en bengali : রামপাল) est une upazila du Bangladesh dans le district de Bagerhat. En 1991, on y dénombrait 167 070 habitants.